# Fizica stării solide
Fizica stării solide este o ramură a fizicii care se ocupă de studiul substanțelor solide, folosind mai ales metodele mecanicii cuantice, cristalografiei, metalurgiei și ale fizicii statistice. S-a dezvoltat incepând din anii 1930 și a influențat în mare măsură dezvoltarea tehnicii, de exemplu prin fizica semiconductorilor.
Stările de agregare ale substanței depind de energia internă a sistemului, când parametrii externi sunt menținuți constanți în timp. În funcție de valoarea energiei interne stările posibile de agregare sunt: plasmă (energie foarte mare), gazoasă, lichidă și solidă. Corpurile solide pot avea o structură cristalină sau pot fi și amorfe.
Stările de agregare lichide și solide se numesc stări condensate.
În cadrul fizicii stării solide se sistematizează proprietățile corpurilor, interdependențele lor și dependența de parametrii externi, reacțiile lor la radiație și la câmp fizic de diverse naturi. Se analizează structura cristalină și comportarea atomilor și mai ales a electronilor în cadrul acestei structuri.
Teme din fizica stării solide:
- Rețele cristaline și cvasicristale
- Supraconductibilitate
- Efectul Hall